# Полёвка Массера
Полёвка Массера (лат. Volemys musseri) — эта полёвка из рода Volemys принадлежащему к подсемейству (Arvicolinae). Этот вид известен только из типового местонахождения нас запада провинции Сычуань в Китае.

## Систематика
Полёвка Массера классифицируется как самостоятельный вид в пределах рода Volemys, который состоит из двух видов. Первое научное описание принадлежит афро-американскому зоологу Мари А. Лоуренс (1924—1992), которая описала этот вид в 1982 году с использованием особей из Цюнлай-Шаня в западном Сычуани. Предварительно род, а следовательно, и этот вид отнесен к роду серых полёвок (Microtus). 
Латинское обозначение дано в честь американского зоолога Гая Г. Массера, но название на нескольких европейских языках (англ. Marie's vole; нем. Marie-Wühlmaus) произошло от имени человека, описавшего этот вид, Мари А. Лоуренс. Лоуренс работала в Американском музее естественной истории во время первоописания этого вида.

## Описание
Полёвка Массера достигает длины головы-туловища от 9,0 до 12,9 см с длиной хвоста от 4,7 до 7,0 см. Длина задней стопы от 18 до 23 миллиметров. Череп имеет общую длину от 24,5 до 27,5 миллиметров.
Шерсть на спине темно-коричневая, брюшина темно-сероватая с бледно-песочным оттенком. Хвост двухцветный с темно-коричневой вершиной и бело-песочной нижней стороной. Верхняя часть кистей и стоп - песочно-белого цвета. По внешнему виду она соответствует сычуаньской полевке (Volemys millicens), но значительно крупнее, а также отличается от нее наличием задне-язычных треугольников в эмали первых двух верхних коренных зубов M1 и M2.

## Распространение
Полёвка Массера известна только по нескольким особям из Цюнлай-Шаня на западе Сычуани в Китайской Народной Республике.

## Образ жизни
Сведения об образе жизни полевки Массера отсутствуют. Известные места обитания находятся на каменистых пастбищах на высоте от 2300 до 3700 метров. Как и другие полевки, она обитает в подземных норах и, вероятно, питается в основном зелёными частями различных растений.

## Статус, угроза и защита
Полёвка Массера не отнесена к категории опасности исчезновения Международным союзом охраны природы и природных ресурсов (МСОП) из-за отсутствия данных, но внесен в список «с недостаточными данными». Потенциальные угрозы для существования вида неизвестны.

## Комментарии
1. ↑  В книге "A Guide to the Mammals of China" в статье о V. millicens сказано "Известна по шести экземплярам из типового местонахождения", при этом карта ареала не соответствует приведённому выше тексту — на ней стоят четыре точки находок[5].